# Olümpiodórosz (grammatikus)
Olümpiodórosz (ógörögül: Ὀλυμπιόδωρος, 6. század) görög grammatikus, filozófus.
Alexandriában élt, Arisztotelész munkáit magyarázta. Egy műve maradt ránk, amely Arisztotelész „Meteorologica" című munkáját kommentálja, és 51 részre van felosztva.